# Air Sinai
Air Sinai war eine ägyptische Fluggesellschaft mit Sitz in Kairo und Basis auf dem Flughafen Kairo-International. Sie war eine Tochtergesellschaft der Egypt Air.

## Geschichte
Egypt Air gründete das Tochterunternehmen Air Sinai im Jahr 1982, um Flüge zwischen Kairo und dem Flughafen Ben Gurion bei Tel Aviv durchzuführen. Die Betriebsaufnahme erfolgte mit einer Boeing 737-200. Neben den Liniendiensten nach Israel führte Air Sinai anfangs auch Charterflüge durch.
Aus politischen Gründen können die Flüge nach Tel Aviv nicht über Egypt Air gebucht werden und erscheinen nicht in deren Flugplan sowie lange Zeit nicht auf den Abflug- oder Ankunftsmonitoren am Flughafen Kairo-International. Die kanadische Zeitung The Globe and Mail bezeichnet Air Sinai deswegen als „halb-geheime“ Abteilung von Egypt Air, die „Phantomflüge“ nach Israel durchführe.
Im Oktober 2021 wurde die Gesellschaft in die Egypt Air integriert.

## Flotte

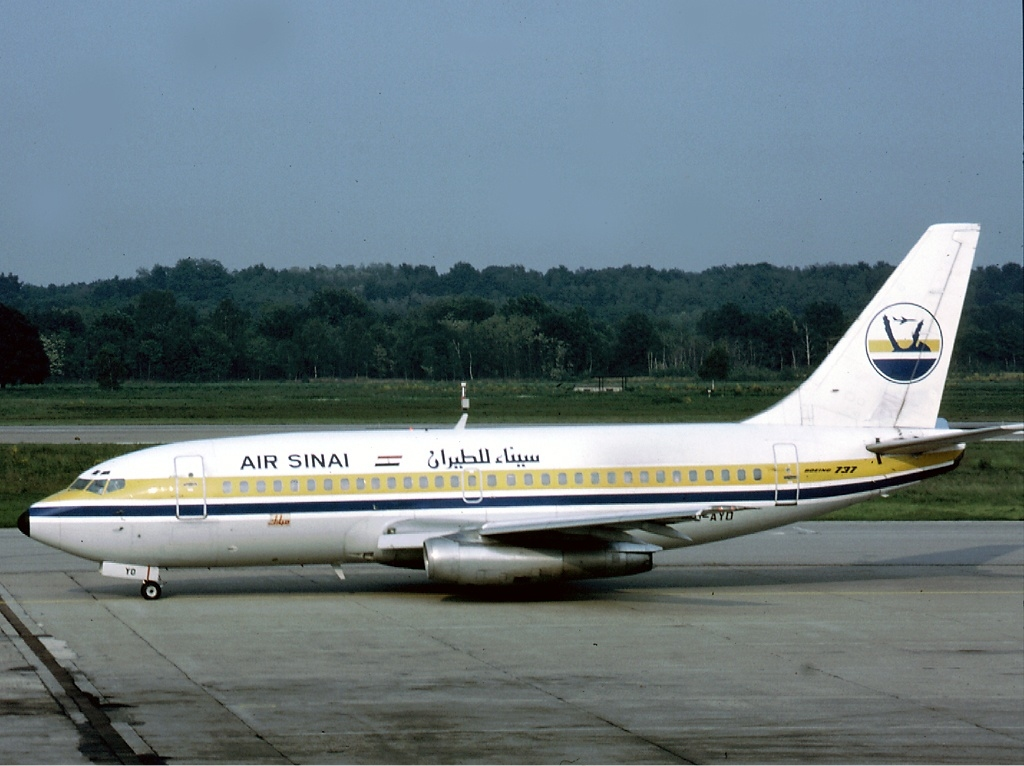
Eine Boeing 737-200 der Air Sinai, 1988

Mit Stand Juli 2019 besaß Air Sinai keine eigenen Flugzeuge mehr. In der Vergangenheit wurden Flugzeuge der Typen Boeing 737-200, Boeing 737-500, Embraer 170 und Fokker F-27 Friendship 500 verwendet.

## Zwischenfälle
- Am 10. Juni 1986 kollidierte eine Fokker F-27 Friendship 500 der Air Sinai (Luftfahrzeugkennzeichen SU-GAD) im Anflug auf den Flughafen Kairo-International mit einem Gebäude und fing Feuer. Der Anflug erfolgte während eines Sandsturms. Von den 26 Insassen kamen 23 ums Leben, alle fünf Crewmitglieder und 18 Passagiere.[4]